# ウォーカー湖
ウォーカー湖（ウォーカーこ、英語: Walker Lake）とはアメリカ合衆国ネバダ州西部のグレートベースンにある塩湖。
面積は130 km2、長さ約29 kmで幅は約11.3 kmである。
リノ市の南東120 kmのミネラル郡にあり、Wassuk山脈の東に位置している。
北からウォーカー川が注ぐ。流れ出す川は存在しない。
ピラミッド湖同様、巨大なラホンタン湖が干上がって残った湖の1つ。

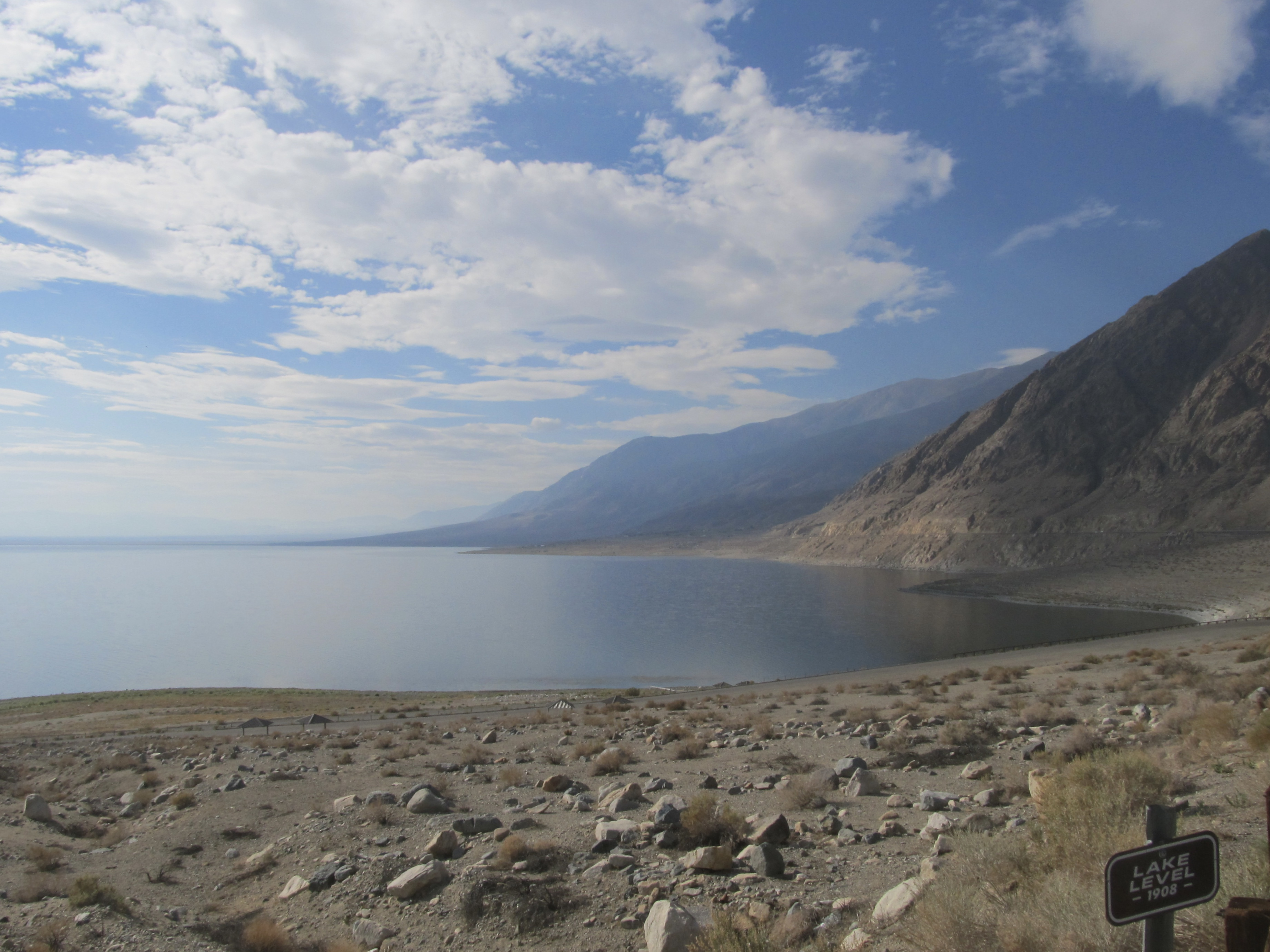
ウォーカー湖